# Billy Magnussen
William Gregory Magnussen (Nueva York; 20 de abril de 1985), más conocido como Billy Magnussen, es un músico y actor estadounidense.

## Biografía
Billy Magnussen nació el 20 de abril de 1985 en Woodhaven, Queens, Nueva York. Sus padres son Diana, instructora de aerobics, y Greg Magnussen, fisicoculturista y kickboxer. Tiene dos hermanos más jóvenes que él. Sus abuelos maternos eran inmigrantes lituanos. Creció en Woodhaven con su familia hasta la edad de 10 años. Más tarde la familia se mudaría a Cumming, Georgia. Estudió en la Escuela de Artes de la Universidad de Carolina del Norte.

## Filmografía

### Cine y televisión
- Twelve (2010)
- Damsels in Distress (2011)
- The Lost Valentine (2011)
- Surviving Family (2012)
- The Brass Teapot (2012)
- Revenge of the Green Dragons (2014)
- Into the Woods (2014) - Príncipe de Rapunzel
- The Divide (2014) - Eric Zale
- Bridge of Spies (2015)
- The Big Short (2015)
- The Meddler (2016)
- Birth of the Dragon (2016)
- American Crime Story (2016) (serie de televisión) como Kato Kaelin.
- Unbreakable Kimmy Schmidt (2017)
- Noche de juegos (2018)
- The Oath (2018) como Mason
- Tell Me a Story (2018) como Nick
- Aladdin (2019) como el príncipe Anders
- Velvet Buzzsaw (2019) como Bryson
- 007: No Time to Die (2021)
- The Many Saints of Newark (2020)[3]
- Made for Love (2021)
- The Survivor (2021) como Schneider[4]
- Spy Kids: Armageddon (2023) como Ray Kingston[5]
- Lift: un robo de primera clase (2023) como Magnus[6]
- 2023  Coup! Película, junto a Peter Sarsgaard
- Road House (2024) como Ben Brandt
- Reunion (2024) como Evan West[7]

## Carrera musical

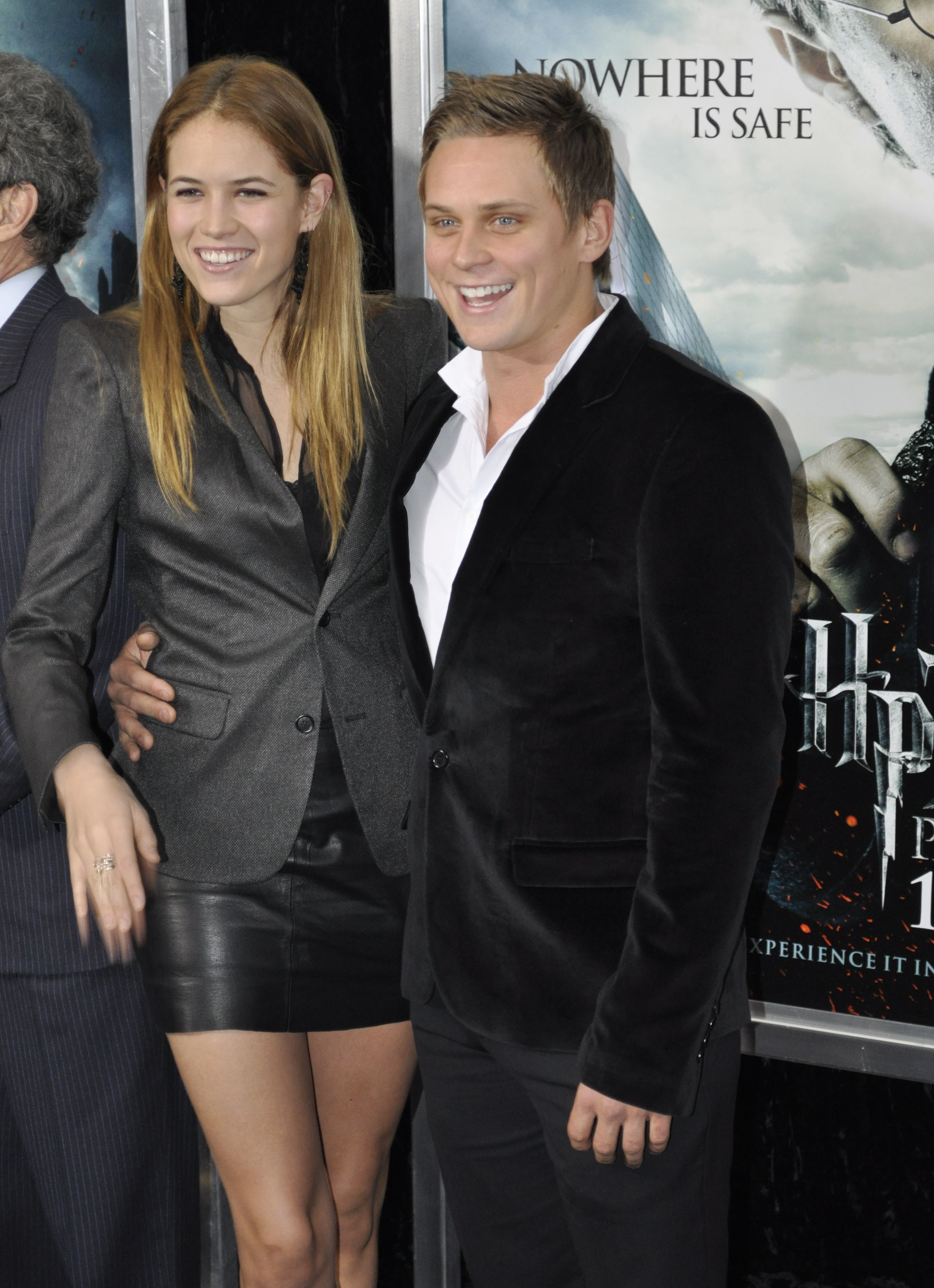
Cody Horn y Billy Magnussen en el estreno mundial de Harry Potter y las Reliquias de la Muerte: parte 1, el 15 de noviembre de 2010.

Magnussen fue bajista y compositor de la banda de rock The Dash, junto con Justin Ettinger (vocalista), Nick Fokas (guitarrista), Peter Bourquin (guitarrista) y Alex Pappas (baterista).
En la actualidad es guitarrista de la banda Reserved for Rondee, junto a Tom Degnan (bajista), Nick Fokas (guitarrista), Warren Hemenway (baterista) y Trevor Vaughn (vocalista).